# Manchester United Football Club 2016-2017
Questa voce raccoglie le informazioni riguardanti il Manchester United Football Club nelle competizioni ufficiali della stagione 2016-2017.

## Stagione

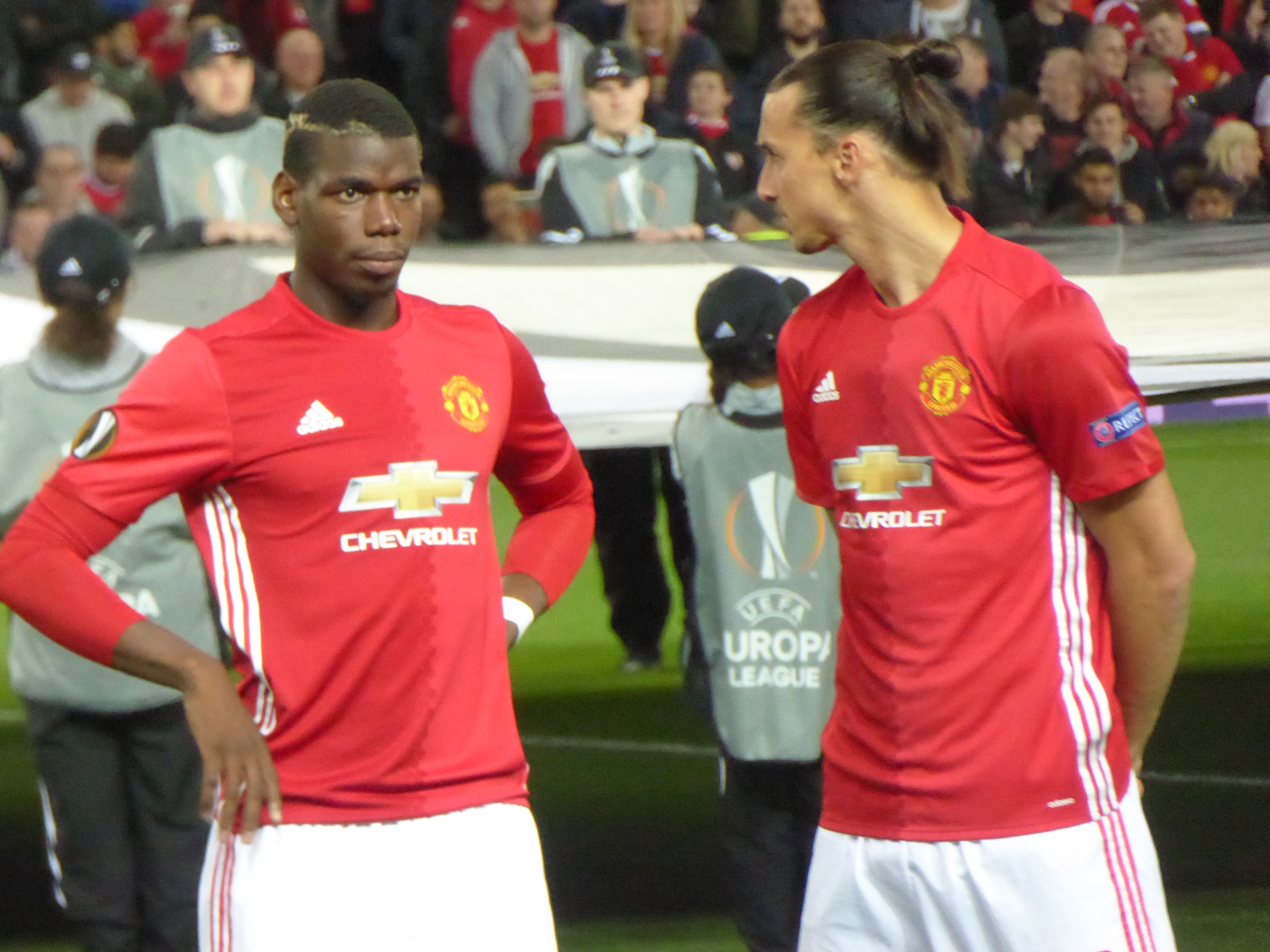
Da sinistra: i due acquisti principali della stagione, Paul Pogba e Zlatan Ibrahimović. Pogba fa ritorno ai Red Devils dopo quattro anni: prelevato dalla Juventus per 105 milioni di euro, è – all'epoca – il trasferimento più oneroso nella storia del calcio.

La stagione 2016-2017 è la venticinquesima in Premier League e la quarantaduesima consecutiva nella massima serie del calcio inglese.
La stagione si apre con l'esonero del tecnico Louis van Gaal, mentre il portoghese José Mourinho viene designato come suo successore. Per opera di Mourinho stesso, arrivano a Manchester il centravanti svedese Zlatan Ibrahimović, svincolatosi dal PSG ed il centrocampista francese Paul Pogba, ceduto alla squadra inglese dalla Juventus per 105 milioni di euro (acquisto più caro nella storia del calcio). Svincolatosi l'ex-Barcelona Víctor Valdés, arrivano altri rinforzi, quali l'armeno Mxit'aryan, dal Borussia Dortmund, e l'ivoriano Bailly.
Dopo il successo per 2-1 sul campione in carica Leicester, nel match valido per il Community Shield, il Manchester United si rende partecipe di un campionato caratterizzato, nel suo caso, da un andamento particolarmente altalenante, che delude le aspettative legate al manager Mourinho: alle prime tre partite, vinte, di campionato, seguono due sconfitte, qualche sporadica vittoria ed una serie di pareggi che fa perdere posizioni importanti ai Red Devils. Questa altalenante serie di risultati prosegue fino a fine campionato, concluso con un deludente 6º posto dopo la faraonica campagna acquisti e le aspettative di inizio stagione.
In Europa League si riconferma un alternarsi frequente di vittorie e sconfitte. L'8 dicembre, grazie alla vittoria per 0-2 ottenuta sullo Zorja, il club ottiene la qualificazione matematica ai sedicesimi di finale. Superato con facilità il Saint-Étienne, i Diavoli Rossi trovano prima i russi del Rostov agli ottavi di finale, poi i belgi dell'Anderlecht. Arrivano fino alla finale dove vincono con il risultato di 2-0 contro gli olandesi dell'Ajax la prima Europa League della loro storia, vittoria che gli fa guadagnare anche l'accesso diretto alla prossima Champions League.
In EFL Cup, il team di Mourinho ottiene la qualificazione prima ai quarti di finale, grazie alla vittoria per 1-0 sulla rivale Manchester City, poi alla semifinale, grazie al trionfo per 4-1 sul West Ham; nonostante la sconfitta alla gara di ritorno della semifinale, disputata contro l'Hull City e persa 2-1, i gol di Mata e Fellaini garantiscono alla squadra di Mourinho l'accesso alla finale, che vedrà il Manchester United trionfare al fotofinish sul Southampton.
In FA Cup, il Manchester United non riesce a superare i quarti di finali, dove incontra i londinesi del Chelsea: sarà proprio la squadra di Antonio Conte a vincere, grazie ad un gol di misura di N'Golo Kanté, che porta all'eliminazione dalla coppa dei Diavoli Rossi.

## Maglie e sponsor
| Casa | Trasferta | Terza divisa |

## Organigramma societario
Aggiornato al luglio 2016
Area direttiva
- Proprietario: Famiglia Glazer
- Presidente onorario: Martin Edwards
- Direttori: David Gill, Michael Edelson, Sir Bobby Charlton, Sir Alex Ferguson
- Segretario del club: John Alexander
- Ambasciatori del club: Andy Cole, Bryan Robson, Gary Neville, Peter Schmeichel

Area direttiva Manchester UTD Limited
- Co-presidenti: Joel Glazer e Avram Glazer
- Vicepresidente esecutivo: Ed Woodward
- Direttore generale: Richard Arnold
- Direttore commerciale: John Alexander
- Direttori non-esecutivi: Bryan Glazer, Kevin Glazer, Edward Glazer, Darcie Glazer Kassewitz, Robert Leitão, John Hooks e Manu Sawhney

Area tecnica
- Manager: José Mourinho
- Assistente manager: Rui Faria
- Collaboratore: Silvino Louro
- Collaboratore: Ricardo Formosinho
- Allenatore portieri: Emilio Alvarez
- Preparatore atletico: Carlos Lalin
- Analista tattico: Giovanni Cerra
- Responsabile sviluppo prima squadra: John Murtough
- Team Manager squadra delle riserve: Warren Joyce
- Capo scout: Jim Lawlor

## Rosa
Rosa aggiornata, dal sito ufficiale, al 6 agosto 2016. 
 In corsivo i calciatori ceduti durante la stagione  
| N. |                           | Ruolo | Calciatore              |
| -- | ------------------------- | ----- | ----------------------- |
| 1  | Spagna (bandiera)         | P     | David de Gea            |
| 3  | Costa d'Avorio (bandiera) | D     | Eric Bailly             |
| 4  | Inghilterra (bandiera)    | D     | Phil Jones              |
| 5  | Argentina (bandiera)      | D     | Marcos Rojo             |
| 6  | Francia (bandiera)        | C     | Paul Pogba              |
| 7  | Paesi Bassi (bandiera)    | C     | Memphis Depay           |
| 8  | Spagna (bandiera)         | C     | Juan Mata               |
| 9  | Svezia (bandiera)         | A     | Zlatan Ibrahimović      |
| 10 | Inghilterra (bandiera)    | A     | Wayne Rooney (capitano) |
| 11 | Francia (bandiera)        | A     | Anthony Martial         |
| 12 | Inghilterra (bandiera)    | D     | Chris Smalling          |
| 14 | Inghilterra (bandiera)    | C     | Jesse Lingard           |
| 16 | Inghilterra (bandiera)    | C     | Michael Carrick         |
| 17 | Paesi Bassi (bandiera)    | D     | Daley Blind             |
| 18 | Inghilterra (bandiera)    | C     | Ashley Young            |
| 19 | Inghilterra (bandiera)    | A     | Marcus Rashford         |

| N. |                             | Ruolo | Calciatore                |
| -- | --------------------------- | ----- | ------------------------- |
| 20 | Argentina (bandiera)        | P     | Sergio Romero             |
| 21 | Spagna (bandiera)           | C     | Ander Herrera             |
| 22 | Armenia (bandiera)          | C     | Henrikh Mkhitaryan        |
| 23 | Inghilterra (bandiera)      | D     | Luke Shaw                 |
| 24 | Paesi Bassi (bandiera)      | D     | Timothy Fosu-Mensah       |
| 25 | Ecuador (bandiera)          | C     | Antonio Valencia          |
| 27 | Belgio (bandiera)           | C     | Marouane Fellaini         |
| 28 | Francia (bandiera)          | C     | Morgan Schneiderlin       |
| 31 | Germania (bandiera)         | C     | Bastian Schweinsteiger    |
| 32 | Inghilterra (bandiera)      | P     | Sam Johnstone             |
| 33 | Irlanda del Nord (bandiera) | D     | Paddy McNair              |
| 36 | Italia (bandiera)           | D     | Matteo Darmian            |
| 38 | Inghilterra (bandiera)      | D     | Axel Tuanzebe             |
| 39 | Scozia (bandiera)           | C     | Scott McTominay           |
| 40 | Portogallo (bandiera)       | P     | Joel Pereira              |
| 43 | Inghilterra (bandiera)      | D     | Cameron Borthwick-Jackson |

## Calciomercato

### Sessione estiva(dall'1/7 all'1/9)
| Acquisti | Acquisti           | Acquisti          | Acquisti               |
| R.       | Nome               | da                | Modalità               |
| -------- | ------------------ | ----------------- | ---------------------- |
| D        | Eric Bailly        | Villarreal        | definitivo (38 mln €)  |
| A        | Zlatan Ibrahimović | -                 | svincolato             |
| C        | Henrikh Mkhitaryan | Borussia Dortmund | definitivo (42 mln €)  |
| C        | Paul Pogba         | Juventus          | definitivo (105 mln €) |

| Cessioni | Cessioni      | Cessioni | Cessioni   |
| R.       | Nome          | a        | Modalità   |
| -------- | ------------- | -------- | ---------- |
| P        | Víctor Valdés | -        | svincolato |
| A        | Nick Powell   | -        | svincolato |

### Sessione invernale
| Acquisti | Acquisti | Acquisti | Acquisti |
| R.       | Nome     | da       | Modalità |
| -------- | -------- | -------- | -------- |

| Cessioni | Cessioni               | Cessioni        | Cessioni                  |
| R.       | Nome                   | a               | Modalità                  |
| -------- | ---------------------- | --------------- | ------------------------- |
| C        | Morgan Schneiderlin    | Everton         | definitivo (23 milioni €) |
| A        | Memphis Depay          | Olympique Lione | definitivo (16 milioni €) |
| C        | Bastian Schweinsteiger | Chicago Fire    | gratuito                  |
| P        | Sam Johnstone          | Aston Villa     | prestito                  |

## Risultati

### FA Community Shield
| Arbitro: | Pawson |

|           |           |                             |
| Vardy 52’ | Marcatori | 32’ Lingard 83’ Ibrahimović |

### Premier League

#### Girone di andata
| Arbitro: | Marriner |

|           |           |                                     |
| Smith 69’ | Marcatori | 40’ Mata 59’ Rooney 64’ Ibrahimović |

| Arbitro: | Taylor |

|                             |           |  |
| Ibrahimović 36’, 52’ (rig.) | Marcatori |  |

| Arbitro: | Moss |

|  |           |                |
|  | Marcatori | 90+2’ Rashford |

| Arbitro: | Clattenburg |

|                 |           |                             |
| Ibrahimović 42’ | Marcatori | 15’ De Bruyne 36’ Iheanacho |

| Arbitro: | Oliver |

|                                           |           |              |
| Capoue 34’ Zúñiga 83’ Deeney 90+5’ (rig.) | Marcatori | 62’ Rashford |

| Arbitro: | Dean |

|                                              |           |          |
| Smalling 22’ Mata 37’ Rashford 40’ Pogba 42’ | Marcatori | 59’ Gray |

| Arbitro: | Madley |

|             |           |           |
| Martial 69’ | Marcatori | 82’ Allen |

| Liverpool 17 ottobre 2016, ore 21:00 CEST 8ª giornata | Liverpool | 0 – 0 referto | Manchester Utd | Anfield Road (54.000 spett.)\| Arbitro: \| Taylor \| |
| Arbitro:                                              | Taylor    |               |                |                                                      |

| Arbitro: | Atkinson |

|                                          |           |  |
| Pedro 1’ Cahill 21’ Hazard 62’ Kanté 70’ | Marcatori |  |

| Manchester 29 ottobre 2016, ore 16:00 CEST 10ª giornata | Manchester Utd | 0 – 0 | Burnley | Old Trafford |

| Arbitro: | Swarbrick |

|                   |           |                                |
| van der Hoorn 69’ | Marcatori | 15’ Pogba 21’, 33’ Ibrahimović |

| Arbitro: | Marriner |

|          |           |            |
| Mata 69’ | Marcatori | 89’ Giroud |

| Arbitro: | Moss |

|                 |           |          |
| Ibrahimović 21’ | Marcatori | 2’ Sakho |

| Arbitro: | Oliver |

|                   |           |                 |
| Baines 89’ (rig.) | Marcatori | 42’ Ibrahimović |

| Arbitro: | Madley |

|                |           |  |
| Mxit'aryan 29’ | Marcatori |  |

| Arbitro: | Pawson |

|              |           |                             |
| McArthur 66’ | Marcatori | 45+2’ Pogba 88’ Ibrahimović |

| Arbitro: | Taylor |

|  |           |                     |
|  | Marcatori | 5’, 56’ Ibrahimović |

| Arbitro: | Atkinson |

|                                          |           |              |
| Blind 39’ Ibrahimović 82’ Mxit'aryan 86’ | Marcatori | 90+1’ Borini |

| Arbitro: | Mason |

|                       |           |                |
| Martial 85’ Pogba 86’ | Marcatori | 67’ Leadbitter |

#### Girone di ritorno
| Arbitro: | Dean |

|  |           |                          |
|  | Marcatori | 63’ Mata 78’ Ibrahimović |

| Arbitro: | Oliver |

|                 |           |                   |
| Ibrahimović 84’ | Marcatori | 27’ (rig.) Milner |

| Arbitro: | Clattenburg |

|                 |           |              |
| Mata 19’ (aut.) | Marcatori | 90+4’ Rooney |

| Manchester 1 febbraio 2017, ore CET 23ª giornata | Manchester Utd | 0 – 0 | Hull City | Old Trafford (75.297 spett.)\| Arbitro: \| Jones \| |
| Arbitro:                                         | Jones          |       |           |                                                     |

| Arbitro: | Taylor |

|  |           |                                         |
|  | Marcatori | 42’ Mxit'aryan 44’ Ibrahimović 49’ Mata |

| Arbitro: | Madley |

|                      |           |  |
| Mata 32’ Martial 60’ | Marcatori |  |

| Manchester 27 aprile 2017, ore CET 26ª giornata | Manchester City | 0 – 0 | Manchester Utd | Etihad Stadium (54'176 spett.) |

| Arbitro: | Friend |

|          |           |                 |
| Rojo 23’ | Marcatori | 40’ (rig.) King |

| Southampton 17 maggio 2017, ore CET 28ª giornata | Southampton | 0 – 0 | Manchester Utd | St. Mary's Stadium |

| Arbitro: | Moss |

|             |           |                                         |
| Gestede 77’ | Marcatori | 30’ Fellaini 62’ Lingard 90+3’ Valencia |

| Manchester 1 aprile 2017, ore CET 30ª giornata | Manchester Utd | 0 – 0 | West Bromwich | Old Trafford (75'397 spett.)\| Arbitro: \| Dean \| |
| Arbitro:                                       | Dean           |       |               |                                                    |

| Arbitro: | Swarbrick |

|                          |           |              |
| Ibrahimović 90+4’ (rig.) | Marcatori | 22’ Jagielka |

| Arbitro: | Pawson |

|  |           |                                             |
|  | Marcatori | 30’ Ibrahimović 46’ Mxit'aryan 89’ Rashford |

| Arbitro: | Madley |

|                         |           |  |
| Rashford 7’ Herrera 49’ | Marcatori |  |

| Burnley 23 aprile 2017, ore CET 34ª giornata             | Burnley   | 0 – 2                  | Manchester Utd | Turf Moor (21'870 spett.) |
| \| \| \| \| \| \| Marcatori \| 21’ Martial 39’ Rooney \| |           |                        |                |                           |
|                                                          |           |                        |                |                           |
|                                                          | Marcatori | 21’ Martial 39’ Rooney |                |                           |

| Manchester 30 aprile 2017, ore CET 35ª giornata                      | Manchester Utd | 1 – 1          | Swansea City | Old Trafford (75'271 spett.) |
| \| \| \| \| \| Rooney 45+3’ (rig.) \| Marcatori \| 79’ Sigurðsson \| |                |                |              |                              |
|                                                                      |                |                |              |                              |
| Rooney 45+3’ (rig.)                                                  | Marcatori      | 79’ Sigurðsson |              |                              |

| Londra 7 maggio 2017, ore CET 36ª giornata              | Arsenal   | 2 – 0 | Manchester Utd | Emirates Stadium |
| \| \| \| \| \| Xhaka 54’ Welbeck 57’ \| Marcatori \| \| |           |       |                |                  |
|                                                         |           |       |                |                  |
| Xhaka 54’ Welbeck 57’                                   | Marcatori |       |                |                  |

| Londra 14 maggio 2017, ore CET 37ª giornata                      | Tottenham | 2 – 1      | Manchester Utd | White Hart Lane |
| \| \| \| \| \| Wanyama 5’ Kane 48’ \| Marcatori \| 70’ Rooney \| |           |            |                |                 |
|                                                                  |           |            |                |                 |
| Wanyama 5’ Kane 48’                                              | Marcatori | 70’ Rooney |                |                 |

| Manchester 21 maggio 2017, ore CET 38ª giornata        | Manchester Utd | 2 – 0 | Crystal Palace | Old Trafford |
| \| \| \| \| \| Harrop 15’ Pogba 19’ \| Marcatori \| \| |                |       |                |              |
|                                                        |                |       |                |              |
| Harrop 15’ Pogba 19’                                   | Marcatori      |       |                |              |

### FA Cup
| Arbitro: | Marriner |

|                                         |           |  |
| Rooney 7’ Martial 15’ Rashford 75’, 79’ | Marcatori |  |

| Arbitro: | Swarbrick |

|                                                             |           |  |
| Fellaini 44’ Smalling 57’ Mxit'aryan 74’ Schweinsteiger 81’ | Marcatori |  |

| Arbitro: | Atkinson |

|            |           |                              |
| Graham 17’ | Marcatori | 27’ Rashford 75’ Ibrahimović |

| Arbitro: | Oliver |

|           |           |  |
| Kanté 51’ | Marcatori |  |

### EFL Cup
| Arbitro: | Atwell |

|                   |           |                                      |
| Revell 42’ (rig.) | Marcatori | 17’ Carrick 67’ Herrera 74’ Rashford |

| Arbitro: | Dean |

|          |           |  |
| Mata 54’ | Marcatori |  |

| Arbitro: | Jones |

|                                        |           |              |
| Ibrahimović 2’, 90+3’ Martial 48’, 62’ | Marcatori | 35’ Fletcher |

| Arbitro: | Friend |

|                       |           |  |
| Mata 56’ Fellaini 87’ | Marcatori |  |

| Arbitro: | Moss |

|                                   |           |                |
| Huddlestone 35’ (rig.) Niasse 85’ | Marcatori | 66’ Paul Pogba |

| Arbitro: | Marriner |

|                                  |           |                       |
| Ibrahimović 19’, 87’ Lingard 38’ | Marcatori | 45+1’, 48’ Gabbiadini |

### Europa League

#### Fase a gironi
| Arbitro: | Gil Manzano |

|             |           |  |
| Vilhena 79’ | Marcatori |  |

| Arbitro: | Grinfeld |

|                 |           |  |
| Ibrahimović 69’ | Marcatori |  |

| Arbitro: | Bastien |

|                                                        |           |                |
| Pogba 31’ (rig.), 45+1’ Martial 34’ (rig.) Lingard 48’ | Marcatori | 83’ van Persie |

| Arbitro: | Mazic |

|                 |           |            |
| Sow 2’ Lens 59’ | Marcatori | 89’ Rooney |

| Arbitro: | Grafe |

|                                                    |           |  |
| Rooney 35’ Mata 69’ Jones 75’ (aut.) Lingard 90+2’ | Marcatori |  |

| Arbitro: | Bognar |

|  |           |                                |
|  | Marcatori | 48’ Mxit'aryan 88’ Ibrahimović |

#### Sedicesimi di finale
| Arbitro: | Kralovec |

|                                  |           |  |
| Ibrahimović 15’, 75’, 88’ (rig.) | Marcatori |  |

| Arbitro: | Aytekin |

|  |           |                |
|  | Marcatori | 17’ Mxit'aryan |

#### Ottavi di finale
| Arbitro: | Zwayer |

|              |           |                |
| Bucharov 53’ | Marcatori | 35’ Mxit'aryan |

| Arbitro: | Mazeika |

|          |           |  |
| Mata 70’ | Marcatori |  |

#### Quarti di finale
| Arbitro: | Brych |

|                |           |                |
| Dendoncker 86’ | Marcatori | 37’ Mkhitaryan |

| Manchester 20 aprile 2017, ore 21:05 CET                                 | Manchester Utd | 2 – 1 (d.t.s.) | Anderlecht | Old Trafford |
| \| \| \| \| \| Mxit'aryan 10’ Rashford 107’ \| Marcatori \| 32’ Hanni \| |                |                |            |              |
|                                                                          |                |                |            |              |
| Mxit'aryan 10’ Rashford 107’                                             | Marcatori      | 32’ Hanni      |            |              |

#### Semifinale
| Arbitro: | Karasëv |

|  |           |              |
|  | Marcatori | 67’ Rashford |

| Arbitro: | Hațegan |

|              |           |               |
| Fellaini 16’ | Marcatori | 85’ Roncaglia |

#### Finale
| Solna 24 maggio 2017, ore 21:05 CET                        | Ajax      | 0 – 2                    | Manchester Utd | Friends Arena |
| \| \| \| \| \| \| Marcatori \| 18’ Pogba 48’ Mxit'aryan \| |           |                          |                |               |
|                                                            |           |                          |                |               |
|                                                            | Marcatori | 18’ Pogba 48’ Mxit'aryan |                |               |

## Statistiche

### Statistiche di squadra
Statistiche aggiornate a luglio 2016 
| Competizione     | Punti            | In casa | In casa | In casa | In casa | In casa | In casa | In trasferta | In trasferta | In trasferta | In trasferta | In trasferta | In trasferta | Totale | Totale | Totale | Totale | Totale | Totale | Totale |
| Competizione     | Punti            | G       | V       | N       | P       | Gf      | Gs      | G            | V            | N            | P            | Gf           | Gs           | G      | V      | N      | P      | Gf     | Gs     | Dr     |
| ---------------- | ---------------- | ------- | ------- | ------- | ------- | ------- | ------- | ------------ | ------------ | ------------ | ------------ | ------------ | ------------ | ------ | ------ | ------ | ------ | ------ | ------ | ------ |
| Premier League   | 69               | 19      | 11      | 7       | 1       | 37      | 17      | 19           | 10           | 5            | 4            | 28           | 17           | 38     | 18     | 15     | 5      | 54     | 29     | +25    |
| FA Cup           | quarti di finale | 2       | 2       | -       | -       | 8       | -       | 1            | -            | -            | 1            | -            | 1            | 3      | 2      | -      | 1      | 8      | 1      | +7     |
| League Cup       | vincitore        | 3       | 3       | -       | -       | 7       | 1       | 3            | 2            | -            | 1            | 7            | 5            | 6      | 5      | -      | 1      | 14     | 6      | +8     |
| Europa League    | 12               | 7       | 6       | 1       | -       | 17      | 3       | 8            | 4            | 1            | 2            | 9            | 5            | 15     | 10     | 3      | 2      | 25     | 7      | +17    |
| Community Shield | vincitore        | -       | -       | -       | -       | -       | -       | -            | -            | -            | -            | -            | -            | 1      | 1      | 0      | 0      | 2      | 1      | +1     |
| Totale           | 81               | 31      | 22      | 8       | 1       | 69      | 21      | 31           | 16           | 6            | 8            | 44           | 28           | 63     | 36     | 18     | 9      | 103    | 44     | +58    |

### Andamento in campionato
| Giornata  | 1 | 2 | 3 | 4 | 5 | 6 | 7 | 8 | 9 | 10 | 11 | 12 | 13 | 14 | 15 | 16 | 17 | 18 | 19 | 20 | 21 | 22 | 23 | 24 | 25 | 26 | 27 | 28 | 29 | 30 | 31 | 32 | 33 | 34 | 35 | 36 | 37 | 38 |
| --------- | - | - | - | - | - | - | - | - | - | -- | -- | -- | -- | -- | -- | -- | -- | -- | -- | -- | -- | -- | -- | -- | -- | -- | -- | -- | -- | -- | -- | -- | -- | -- | -- | -- | -- | -- |
| Luogo     | T | C | T | C | T | C | C | T | T | C  | T  | C  | C  | T  | C  | T  | T  | C  | C  | T  | C  | T  | C  | T  | C  | C  | T  | C  | C  | T  | C  | T  | T  | C  | T  | T  | T  | C  |
| Risultato | V | V | V | P | P | V | N | N | P | N  | V  | N  | N  | N  | V  | V  | V  | V  | V  | V  | N  | N  | N  | V  | V  | N  | V  | N  | N  | V  | V  | V  | N  | N  | P  | P  | N  | V  |
| Posizione | 1 | 1 | 2 | 3 | 7 | 6 | 6 | 7 | 7 | 8  | 6  | 6  | 6  | 6  | 6  | 6  | 6  | 6  | 6  | 6  | 6  | 6  | 6  | 6  | 6  | 6  | 6  | 6  | 5  | 5  | 6  | 5  | 5  | 6  | 6  | 6  | 6  | 6  |

Fonte:  Premier League – Classifiche, su sport.sky.it, sport.sky.it (archiviato dall'url originale il 5 gennaio 2016).
Legenda:

Luogo: C = Casa; T = Trasferta. Risultato: V = Vittoria; N = Pareggio; P = Sconfitta.